# فرودگاه لانسستون
فرودگاه لنسستن  (به انگلیسی: Launceston Airport) یک فرودگاه همگانی با کد یاتا LST است که یک باند فرود آسفالت دارد و طول باند آن ۱۹۸۱ متر است. این فرودگاه در کشور استرالیا قرار دارد و در ارتفاع ۱۷۱ متری از سطح دریا واقع شده‌است.

## شرکت‌های هواپیمایی و مقصدهای پروازی
The Qantas Group is the dominant operator at Launceston airport, with Jetstar operating up to six daily flights to/from Melbourne, one daily flight to/from Sydney and one daily flight to/from Brisbane throughout the year. QantasLink has up to five flights daily to/from Melbourne. Virgin Australia currently has three-four daily flights to/from Melbourne, one daily flight to/from Sydney, and a seasonal flight to Brisbane in the Spring/Summer period. 

### مسافری
| شرکت‌های هواپیمایی                             | مقصدهای پروازی                 |
| --------------------------------------------- | ------------------------------ |
| جت‌استار                                       | ملبورن، سیدنی، بریزبن          |
| ویرجین استرالیا                               | ملبورن Seasonal: بریزبن، سیدنی |
| کانتاس‌لینک اجرا توسط Cobham                   | Seasonal: ملبورن               |
| کانتاس‌لینک اجرا توسط ایسترن استرالیا ایرلاینز | ملبورن                         |
| شارپ ایرلاینز                                 | دونپرت، برنی                   |

### باری
| شرکت‌های هواپیمایی                              | مقصدهای پروازی                |
| ---------------------------------------------- | ----------------------------- |
| کانتاس فرایت اجرا توسط اکسپرس فرایترز استرالیا | هوبارت، ملبورن Seasonal سیدنی |